# Comportamiento canino

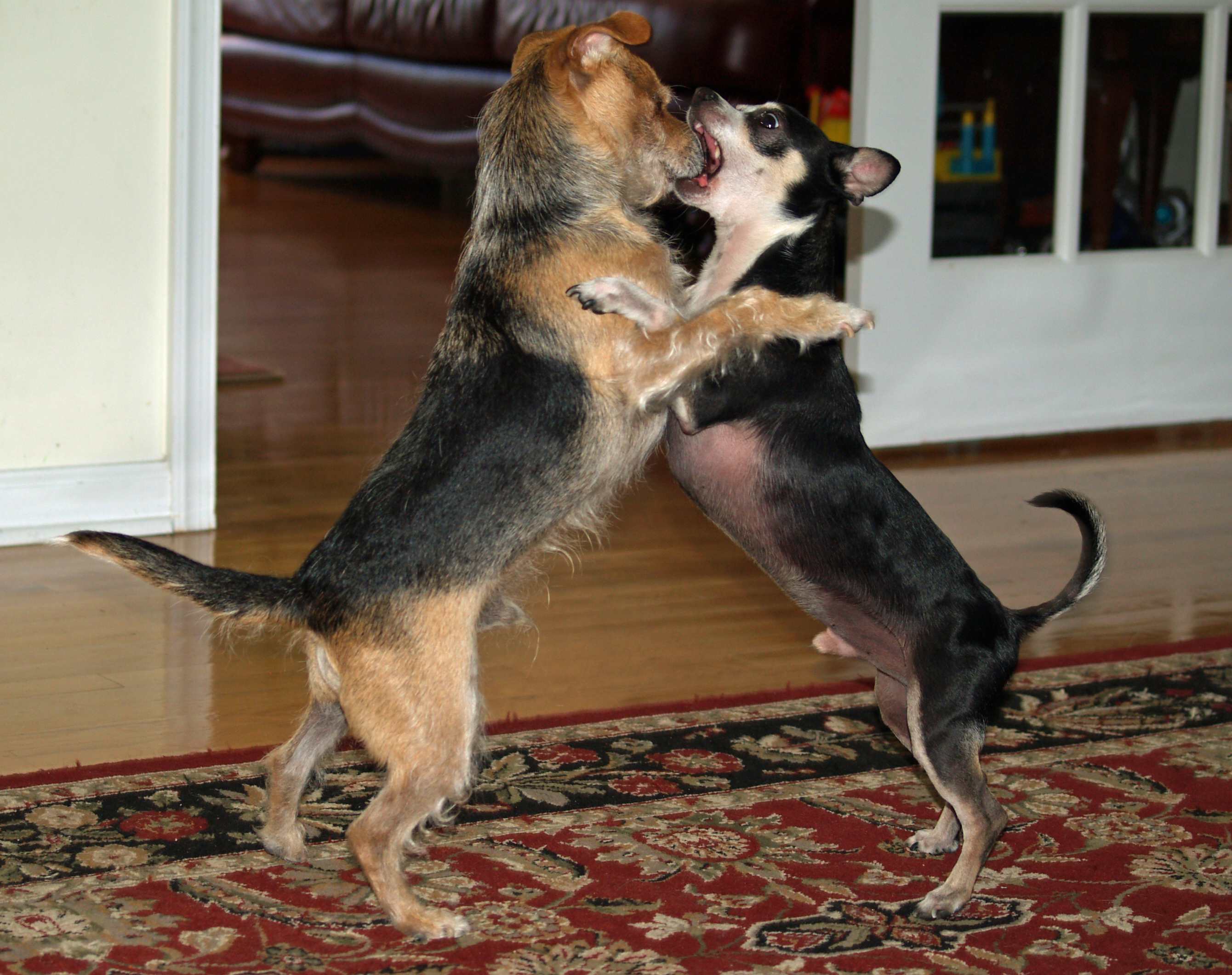
Perros interactuando.

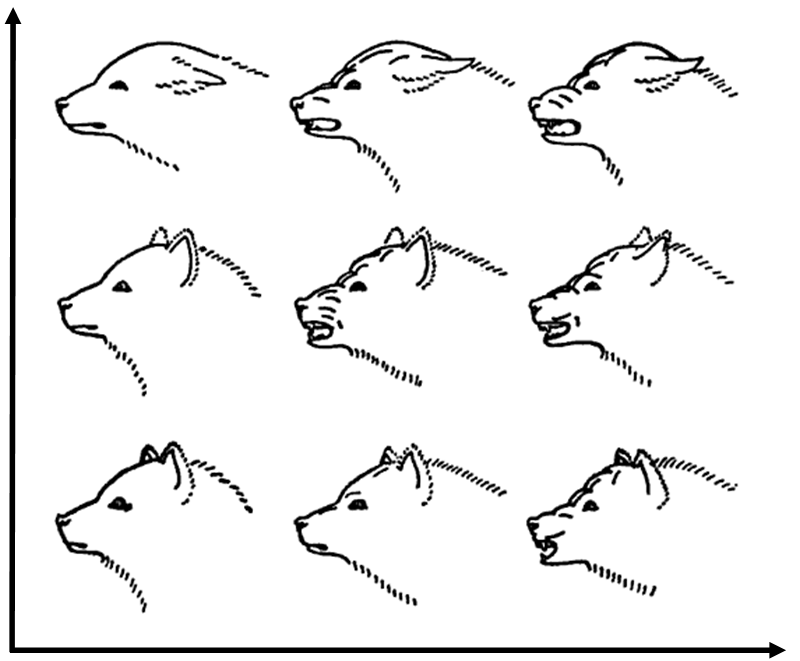
Expresiones faciales de los perros.

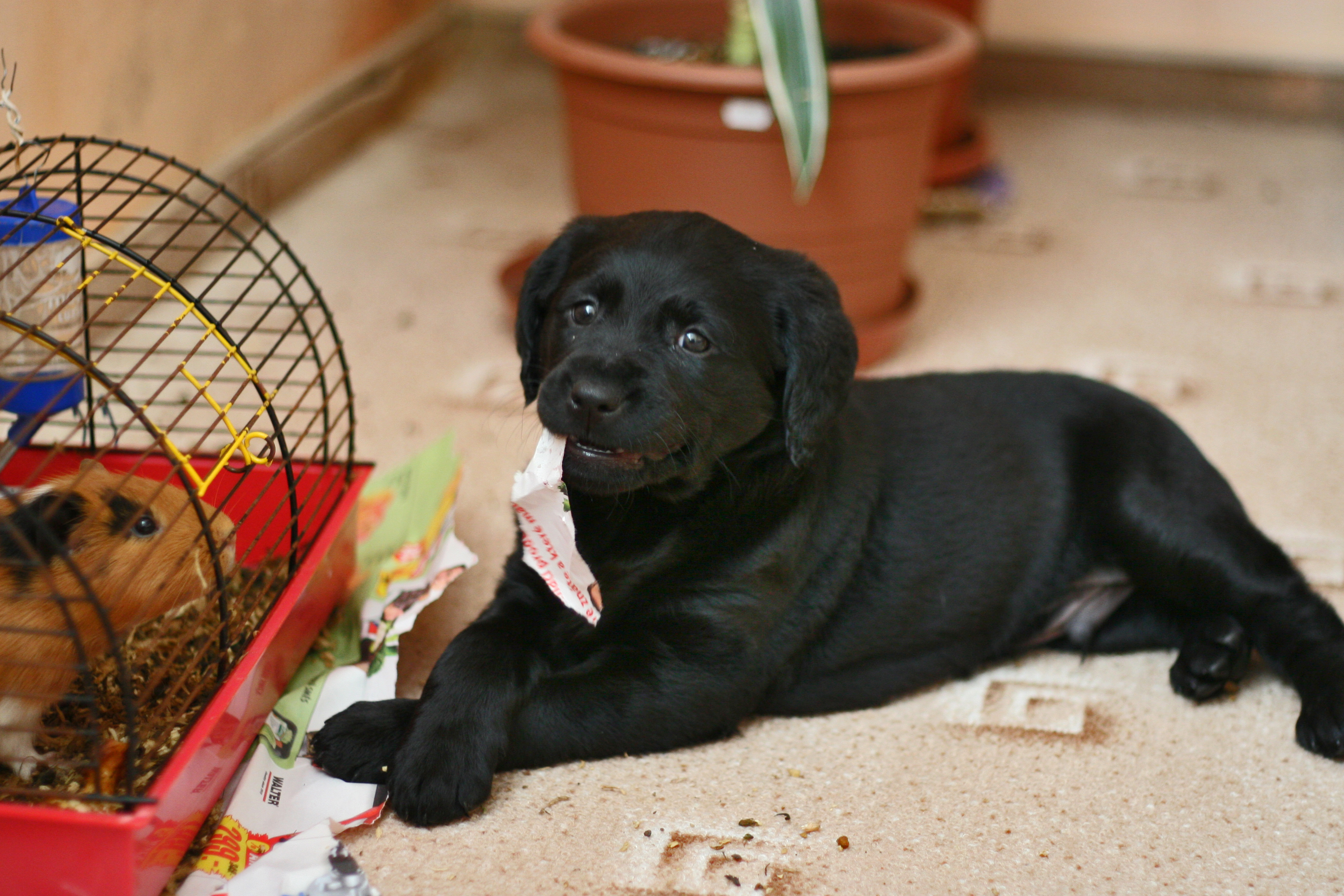
Jugando.

La definición de comportamiento canino comprende el conjunto de respuestas coordinadas (acciones e inacciones) de perros domésticos (individualmente o en grupo) a estímulos internos o externos.
Como la especie animal domesticada más antigua que es, con una estimación de entre 9.000 y 30.000 años, el comportamiento de los perros ha sido inevitablemente conformado por milenios de contacto con humanos. Como resultado de esta evolución social y física, los perros, más que otras especies, han adquirido la capacidad de comprender y comunicarse con los humanos y están excepcionalmente en sintonía con nuestros comportamientos.
Estudiosos del comportamiento, han descubierto un sorprendente conjunto de habilidades sociales y cognitivas en el perro doméstico. Estas habilidades no se expresan en parientes caninos cercanos ni en otros animales como los grandes simios, sino que, más bien, son paralelos a algunas capacidades sociales y cognitivas de los niños.

## Inteligencia
La inteligencia canina es la habilidad del perro de percibir información y retenerla como un conocimiento para aplicarlo y resolver problemas. Los perros han sido enseñados a aprender por inferencia, es decir, sacando consecuencias o deduciendo algo de otra cosa. Un estudio con un border collie, mostró como conocía los nombres de alrededor de 200 objetos y temas diferentes. Los perros son capaces de leer y reaccionar apropiadamente al lenguaje del cuerpo humano como los gestos y señales, así como comprender comandos de voz.
Después de someterse a entrenamiento para resolver una tarea simple de manipulación, los perros que se enfrentan a una versión irresoluble del mismo problema miran al humano, mientras que los lobos socializados no; los perros demuestran así una teoría de la mente mediante la participación interactuada en esta versión del problema.

## Comunicación y comportamiento
La comunicación canina habla de como los perros "hablan" entre sí, como comprenden los mensajes que los humanos les envían y como los humanos pueden traducir las ideas que los perros están transmitiendo.
Algunos de estos comportamientos de comunicación son la mirada, la expresión facial, la vocalización, las posturas corporales (movimientos del cuerpo y extremidades) y comunicación gustativa (olfato, feromonas y gusto). Los humanos se comunican con los perros utilizando la vocalización, las señales manuales y la postura corporal.

## Comportamiento social

### Juegos

#### Perro-perro
El juego entre perros, incluye comportamientos en encuentros con agresividad, por ejemplo pellizcar, morder y gruñir; por esta razón es importante que el perro localice estos comportamientos en el contexto del juego y no de la agresión. Las señales de perros que intentan jugar tienen un rango muy amplio: arqueando el cuerpo, poniendo las patas en la cara, abrir la boca con expresión relajada y todo tipo de posturas que invitan al otro perro a perseguir al iniciador. Este tipo de señales, además, mantienen el marco que aleja las actividades de la agresividad potencial de los perros.
Desde una edad temprana, los perros entran en juego unos con otros, primeramente como forma de quitar importancia o "reírse" de las luchas. Se cree que este comportamiento, común entre los cachorros, es un entrenamiento para comportamientos de mayor importancia en su vida posterior.
El juego entre cachorros, no tiene porqué ser necesariamente 50:50 simétrico en cuanto a roles dominante y pasivo; perros que tienen mayor comportamiento dominante (persiguiendo o tumbando al oponente), suelen ser perros que inician el juego más a menudo, y podría implicar que ganar durante el juego se vuelve más importante según los cachorros van madurando.

#### Perro-Humano
La motivación de un perro para jugar con otro es distinta de la que tiene para jugar con un humano. Los perros andan juntos con oportunidad para jugar entre sí y juegan con su dueño cuando andan solos con él. Los perros que viven en lugares con dos o más perros juegan más a menudo con sus dueños que aquellos que viven sin otros perros, lo que indica que la motivación para jugar con otros perros no sustituye a la motivación de jugar con humanos.
Es un malentendido común que ganar y perder juegos como "tira y afloja" o de cierta violencia, puede influenciar la relación de dominancia con humanos. Más bien, la manera en la que los perros juegan es la que indica su temperamento y relación con su dueño. 
Perros que juegan a juegos de mayor violencia, son más dóciles y muestran una menor ansiedad de separación que aquellos que juegan a otro tipo de juegos y perros que juegan a "tira y afloja" y fetching son más seguros de sí mismos. Los perros que comienzan la mayoría de los juegos son menos dóciles y tienden a ser más agresivos o dominantes.
El juego con humanos puede afectar a los niveles de cortisol de los perros. Un estudio evaluó las respuestas de cortisol de perros policía por un lado y perros guardianes por otro, tras interactuar con sus cuidadores: las concentraciones de cortisol de los perros policía se incrementaban, mientras que las de los perros guardianes disminuían. Los investigadores notaron que durante las sesiones de juego, los oficiales de policía estaban disciplinando a sus perros, mientas que los guardianes estaban verdaderamente jugando con sus perros (comportamientos afectivos y de unión con ellos). Efectivamente, varios estudios muestran que comportamientos asociados con el control, la autoridad y la agresión incrementan el nivel cortisol, mientras que el juego y la afectividad le disminuyen.

### Empatía
En 2012, un estudio encontró que los perros se orientan hacia su cuidador o una persona extraña más frecuentemente cuando la persona parece llorar que cuando está hablando o murmurando. Cuando el extraño finge llorar, el perro, en lugar de acercarse a su zona de confort (su dueño), olfatea, acaricia y lame a la persona, aun siendo desconocida. Este patrón de comportamiento era consistente con la empatía.
Además, otro estudio muestra como la tercera parte de los perros sufren ansiedad cuando se les separa de los demás.

### Personalidad
Se reconocen varias personalidades en los perros. Alguna de ellas son: "juguetón", "curioso/sin miedo", "propensión a la caza", "sociabilidad y agresividad" y "timidez y audacia".

### Liderazgo, dominancia y grupos sociales

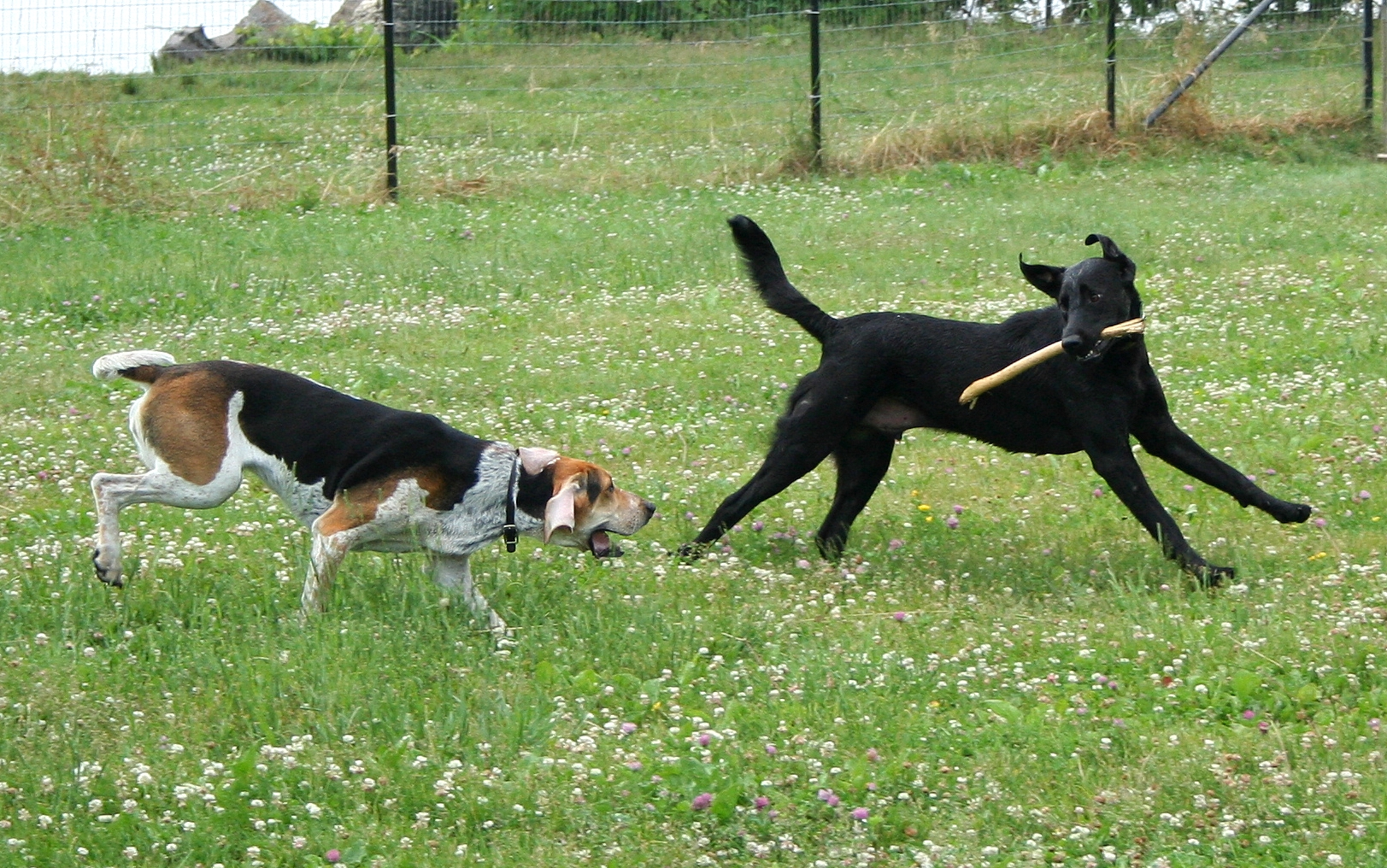
Siguiendo al líder.

Dominancia es un término descriptivo para las relaciones entre pares o grupos de individuos. La etología, define dominancia como "un atributo del patrón de interacciones repetidas entre dos individuos, caracterizado por un resultado siempre a favor del mismo miembro y un valor predeterminado de respuesta del oponente en lugar una escalada en el nivel. El estado del ganador consistente es dominante y el del subordinado, perdedor. Otra definición es que el animal dominante tiene "prioridad de acceso a los recursos".
La dominancia es un atributo relativo, no absoluto; no hay razón para asumir que un individuo en la posición alta del ranking en un grupo vaya a seguir siéndolo si se cambia de grupo. Tampoco hay evidencias de que la dominancia sea una característica de por vida. 
El carácter competitivo se caracteriza por el intercambio continuo de los papeles entre el ejemplar con "seguridad en uno mismo" (gruñe, persigue, muerde, se coloca físicamente encima) con el sumiso (se agacha, evitar moverse, huye, bosteza).

#### El perro dominante: ¿mito o realidad?[18]
La idea de una jerarquía entre el hombre y el perro ha sido durante mucho tiempo un pilar en la educación canina. Se basa en la observación de las manadas de lobos, donde se establece una estructura social jerárquica. Sin embargo, investigaciones recientes y nuevas perspectivas en etología canina desafían esta creencia.
David Mech, pionero en la teoría del macho y la hembra alfa, matizó sus ideas tras observar que el comportamiento de los lobos en cautiverio es diferente al de los que viven en su entorno natural. Los lobos en libertad no son jerárquicos, sino que viven en una estructura familiar.
Además es importante mencionar que la comunidad científica aún debate el origen del perro. Algunos estudios sugieren que no desciende directamente del lobo.
Ian Dunbar critica la comparación directa entre la educación canina y el comportamiento de los lobos. Argumenta que es tan irrazonable como basar la educación de los niños en el comportamiento de los chimpancés con sus crías.
Las nuevas perspectivas en etología canina sugieren que el perro es un animal social y oportunista que no vive en manadas. Posee una comunicación muy sofisticada que va más allá de la simple dominancia. La dominancia puede surgir en situaciones muy específicas entre dos individuos, pero es temporal y reversible.
No se puede etiquetar a un perro como "dominante". En grupos de perros, que conviven en un hogar por ejemplo, puede existir una jerarquía natural. Los problemas se generan cuando los propietarios intentan modificarla o crear una jerarquía artificial. La mayoría de los problemas de comportamiento se deben a fallos en la comunicación entre el ser humano y el perro, no a la dominancia
La etología canina moderna nos invita a comprender al perro como un ser social complejo, con una comunicación soficticada y una dinámica social que no se puede reducir a la simple dicotomía dominancia/sumisión.